# Vădeni (gmina w okręgu Braiła)
Vădeni – gmina w Rumunii, w okręgu Braiła. Obejmuje miejscowości Baldovinești, Pietroiu i Vădeni. W 2011 roku liczyła 4127 mieszkańców. 